# Lionneta mahensis
Lionneta mahensis là một loài nhện trong họ Oonopidae.
Loài này thuộc chi Lionneta. Lionneta mahensis được P. L. G. Benoit miêu tả năm 1979.